# Koncz Zsuzsa 37
Koncz Zsuzsa Koncz Zsuzsa 37 című stúdióalbuma 2010-ben jelent meg. Ez az új album pályája leghosszabb lemeze, 15 vadonatúj dallal, és ráadásnak Leonard Cohen egyik legszebb és legsikeresebb Suzanne című dala, melyhez Bródy János írt magyar szöveget. A lemezbemutató koncert 2011. április 5-én volt a Papp László Budapest Sportarénában. Aranylemez.

## Az album dalai
1. Üzenet az égből (Cipő)
2. Még itt vagyok (Tolcsvay László – Bródy János)
3. A szebb jövő (Bródy János)
4. Valahol távol (Bornai Tibor)
5. Volt egy jó napom (Bródy János)
6. Hol tévedtél el   (Lerch István – Bródy János)
7. Nem hall, nem lát, nem beszél (Závodi Gábor)
8. Csak szállj... (Cipő – Gráf Légrádi Balázs)
9. Ismeretlen nyár (Tolcsvay László – Tóth Krisztina)
10. Hópelyhek (Bornai Tibor)
11. Dum-Duli-Dú (Gerendás Péter – Bródy János)
12. Álomgyár (Lerch István – Bródy János)
13. Ahogy állnak a csillagok (Bródy János)
14. Soha ne kérdezd... (Lerch István – Karafiáth Orsolya)
15. Ne félj (Lerch István – Bródy János)
16. Suzanne (Leonard Cohen – Bródy János)

## Külső hivatkozások
- Információk Koncz Zsuzsa honlapján
- Baranyi György kritikája a lemezről Archiválva 2013. április 5-i dátummal a Wayback Machine-ben